# Schariati
Shari’ati, Schariati (persisch شريعتى) ist ein persischer Familienname.

## Bekannte Namensträger
- Ali Schariati (1933–1977), persischer Publizist
- Ibrahim Shariati, afghanisch-schiitischer Verleger schiitischer Werke, darunter Nahdsch al-Balāgha
- Aqa Muhammad Taqi Shari’ati, schiitischer Geistlicher, Vater von Ali Schariati